# F1 the Album
F1 the Album is de originele soundtrack van de film F1 uit 2025 van Joseph Kosinski. Het album werd uitgebracht door Atlantic Records en Apple Video Programming op 27 juni 2025, dezelfde dag als de release van de film in de Noord-Amerikaanse bioscopen.

## Achtergrond
Het album bevat nummers van diverse artiesten voor de film. Een uitgebreide editie werd dezelfde dag uitgebracht onder de titel F1 the Album (Cinematic Edition). De soundtrack bevat naast de nummers van diverse artiesten, ook de volledige filmmuziek van Hans Zimmer.

## Tracklijst
| 1.                 | Lose My Mind (Don Toliver featuring Doja Cat)              | Caleb Toliver, Amala Dlamini, Hans Zimmer, Ryan Tedder, Grant Boutin                                                                          | 3:29 |
| 2.                 | No Room for a Saint (Dom Dolla featuring Nathan Nicholson) | Dominic Matheson, Nathan Nicholson, Toby Le Messuier                                                                                          | 3:56 |
| 3.                 | Drive (Ed Sheeran)                                         | Ed Sheeran, Blake Slatkin, John Mayer | 3:07 |
| 4.                 | Just Keep Watching (Tate McRae)                            | Tate McRae, Ryan Tedder, Tyler Spry | 2:22 |
| 5.                 | Messy (Rosé)                                               | Chae Young Park, Cleo Tighe, Delacey, Peter Rycroft, Matthew James Burns                                                                      | 2:58 |
| 6.                 | Don't Let Me Drown (Burna Boy)                             | Damini Ogulu, Asia Smith, Calvin Tarvin, Kevin Yancy, Munashe Kugarakuripi, Shae Jacobs                                                       | 3:05 |
| 7.                 | Underdog (Roddy Ricch)                                     | Rodrick Moore Jr., David Doman, Israel Houghton II, Adrienne Byrne, Keith Parker                                                              | 2:22 |
| 8.                 | Grandma Calls the Boy Bad News (Raye)                      | Rachel Keen, Mark Ronson, Christopher Braun, Homer Steinweiss, Nick Movshon, Victor Axelrod                                                   | 3:26 |
| 9.                 | Bad as I Used to Be (Chris Stapleton)                      | Chris Stapleton | 5:00 |
| 10.                | Baja California (Myke Towers)                              | Michael Torres, Pablo Diaz-Reixa, Oscar Adler, James E. Alexander, Ben Cauley, Allen Jones, John R Smith, Andres Vargas-Titus, William McLean | 2:24 |
| 11.                | OMG! (Tiësto & Sexyy Red)                                  | Tijs Verwest, Janae Wherry, Mathieu Arnaud, Mila Falls, Reece Pullinger                                                                       | 2:33 |
| 12.                | All at Once (Madison Beer)                                 | Madison Beer, Rycroft, Lucy Healey, Leroy Clampitt                                                                                            | 2:34 |
| 13.                | D.A.N.C.E (Peggy Gou)                                      | Kim Min-Ji | 3:15 |
| 14.                | Double C (PAWSA)                                           | David Esekhile | 3:46 |
| 15.                | Attention (Mr Eazi)                                        | Olawutosin Ajibade, Udoma Amba, Joshua Nkansah                                                                                                | 2:53 |
| 16.                | Give Me Love (Darkoo)                                      | Oluwafisayo Isa, Ekeh Joseph, Samuel Awuku | 2:20 |
| 17.                | Gasoline (Obongjayar)                                      | Steven Umoh, Samuel Knowles | 3:39 |
| Totale duur: 50:29 |                                                            | |      |

| 18.                 | F1                                        | Hans Zimmer | 3:13 |
| 19.                 | Anything You Wish You'd Done Differently? | Hans Zimmer | 2:10 |
| 20.                 | Run for the Podium                        | Hans Zimmer | 6:32 |
| 21.                 | Road to Recovery                          | Hans Zimmer | 3:29 |
| 22.                 | Built for Combat                          | Hans Zimmer | 3:05 |
| 23.                 | Drive Fast                                | Hans Zimmer | 6:17 |
| 24.                 | Tell Me About Kate                        | Hans Zimmer | 1:34 |
| 25.                 | Keep It In One Piece                      | Hans Zimmer | 2:57 |
| 26.                 | No One Drives Forever                     | Hans Zimmer | 6:05 |
| 27.                 | Lining Up on the Grid                     | Hans Zimmer | 2:10 |
| 28.                 | It's All Just Noise                       | Hans Zimmer | 4:00 |
| 29.                 | Elbows Out                                | Hans Zimmer | 7:28 |
| 30.                 | Red Flag                                  | Hans Zimmer | 4:02 |
| 31.                 | Three Laps Is a Lifetime                  | Hans Zimmer | 5:33 |
| 32.                 | See You Down the Road                     | Hans Zimmer | 2:51 |
| Totale duur: 111:54 |                                           |             |      |